# Manhattan Magazine
Manhattan Magazine — популярный глянцевый журнал о жизни Нью-Йорка. Журнал издается компанией Sunflower Publishin g. Один из старейших журналов США. Предоставляет различные авторитетные рейтинги. Б
изнесмены и голливудские знаменитости дают интервью журналу Манхэттен, например Никки Рид и Кристина Риччи, киноактеры снимаются в фотосессиях журнала, к примеру Джесси Айзенберг, а такие известные актрисы, как  Диана Крюгер, Джулианна Мур, Кристина Риччи, Джиннифер Гудвин и Кирстен Данст появляются на обложке журнала.
На презентации журнала приходят многие музыкальные знаменитости.